# Эберсмюнстер
Эберсмю́нстер (фр. Ebersmunster) — коммуна на северо-востоке Франции в регионе Гранд-Эст (бывший Эльзас — Шампань — Арденны — Лотарингия), департамент Нижний Рейн, округ Селеста-Эрстен, кантон Селеста.
Площадь коммуны — 7,39 км², население — 470 человек (2006) с тенденцией к росту: 483 человека (2013), плотность населения — 65,4 чел/км².

## Население
Население коммуны в 2011 году составляло 471 человек, в 2012 году — 479 человек, а в 2013-м — 483 человека.
| 1962 | 1968 | 1975 | 1982 | 1990 | 1999 | 2006 | 2008 | 2011 | 2012 | 2013 |
| ---- | ---- | ---- | ---- | ---- | ---- | ---- | ---- | ---- | ---- | ---- |
| 463  | 436  | 407  | 434  | 445  | 435  | 470  | 454  | 471  | 479  | 483  |

Динамика населения:

## Экономика
В 2010 году из 301 человек трудоспособного возраста (от 15 до 64 лет) 228 были экономически активными, 73 — неактивными (показатель активности 75,7 %, в 1999 году — 72,0 %). Из 228 активных трудоспособных жителей работали 216 человек (112 мужчин и 104 женщины), 12 числились безработными (шестеро мужчин и шесть женщин). Среди 73 трудоспособных неактивных граждан 12 были учениками либо студентами, 44 — пенсионерами, а ещё 17 — были неактивны в силу других причин.

## Достопримечательности (фотогалерея)

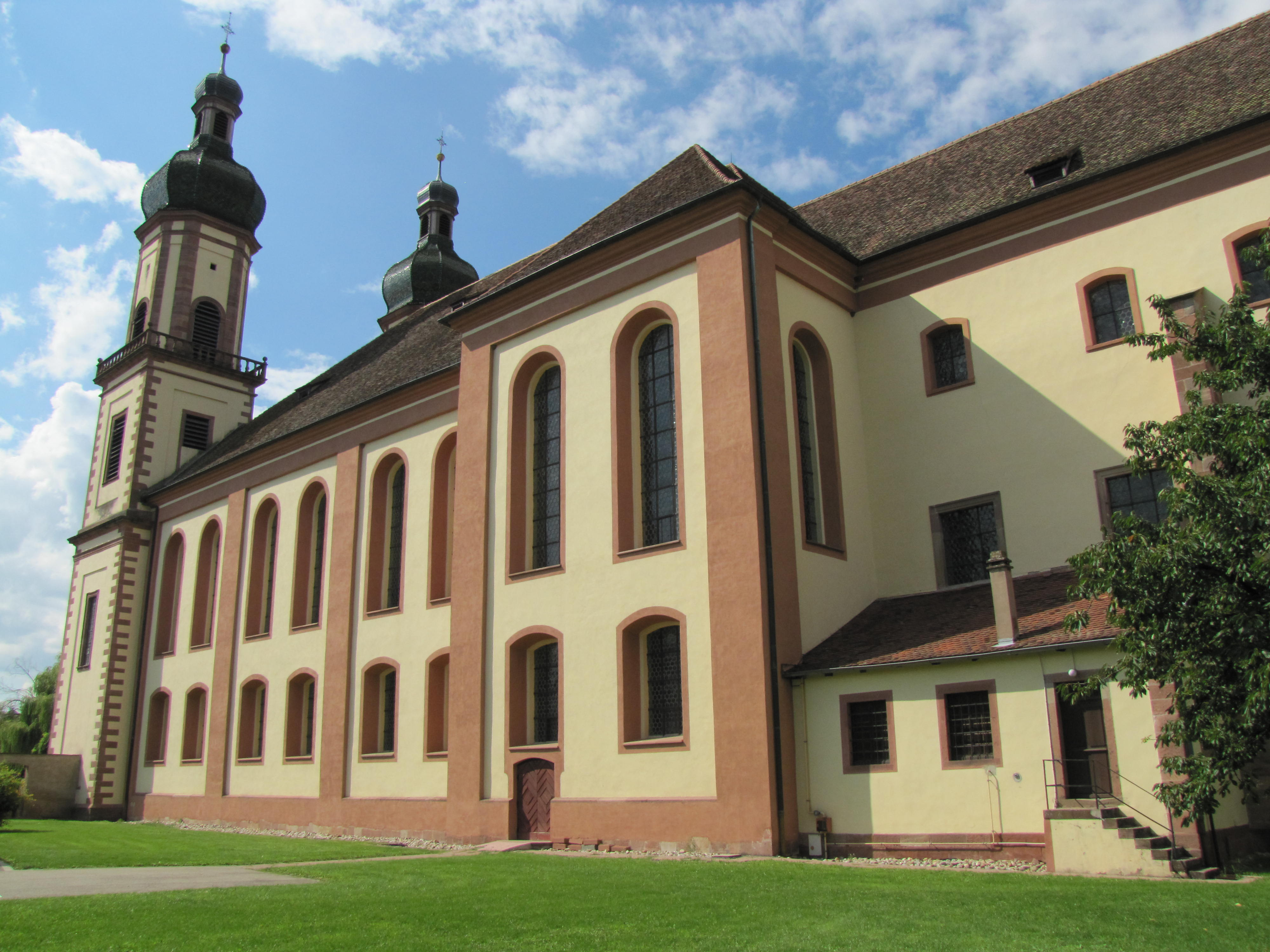
Церковь
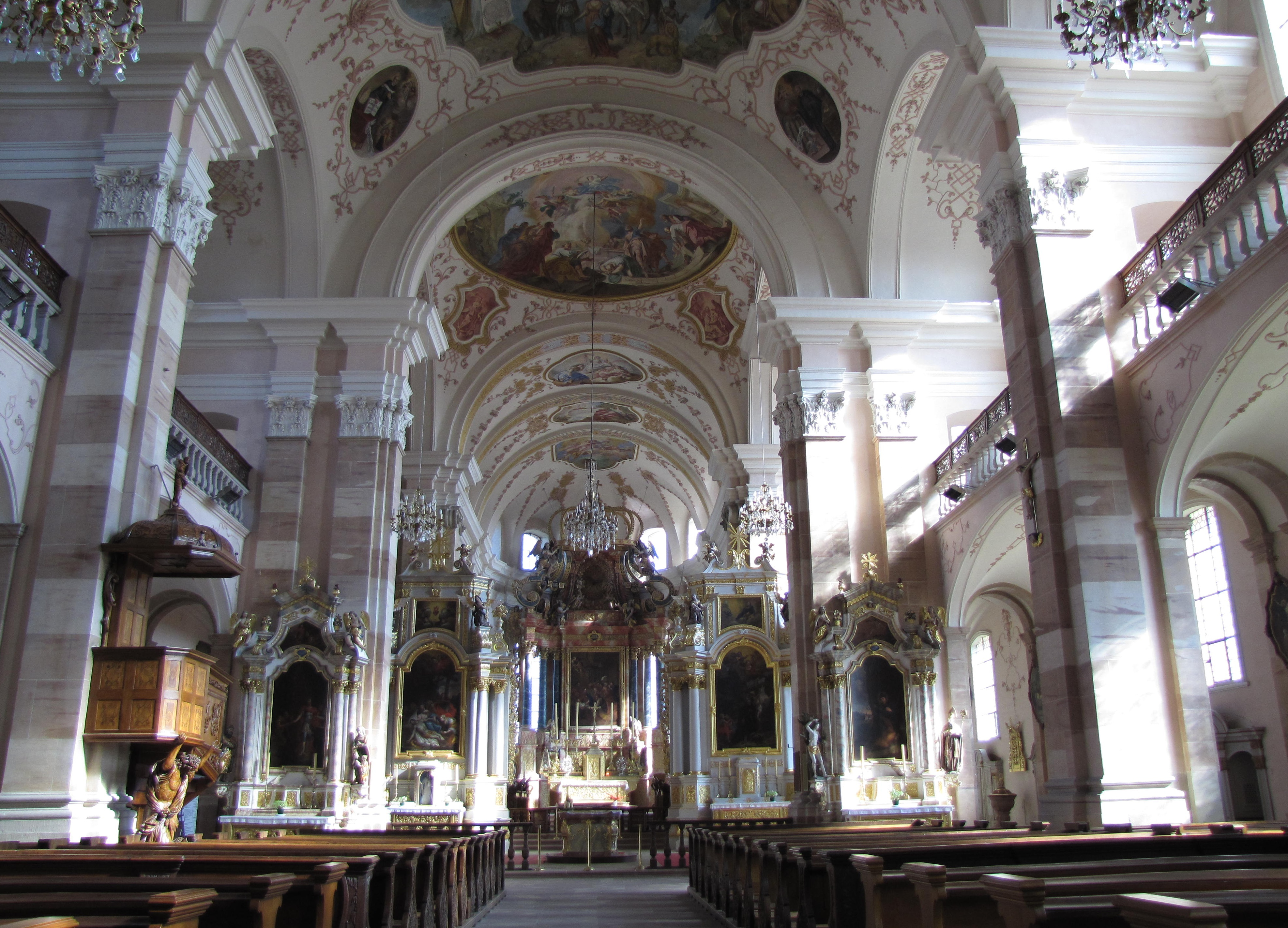
Интерьер
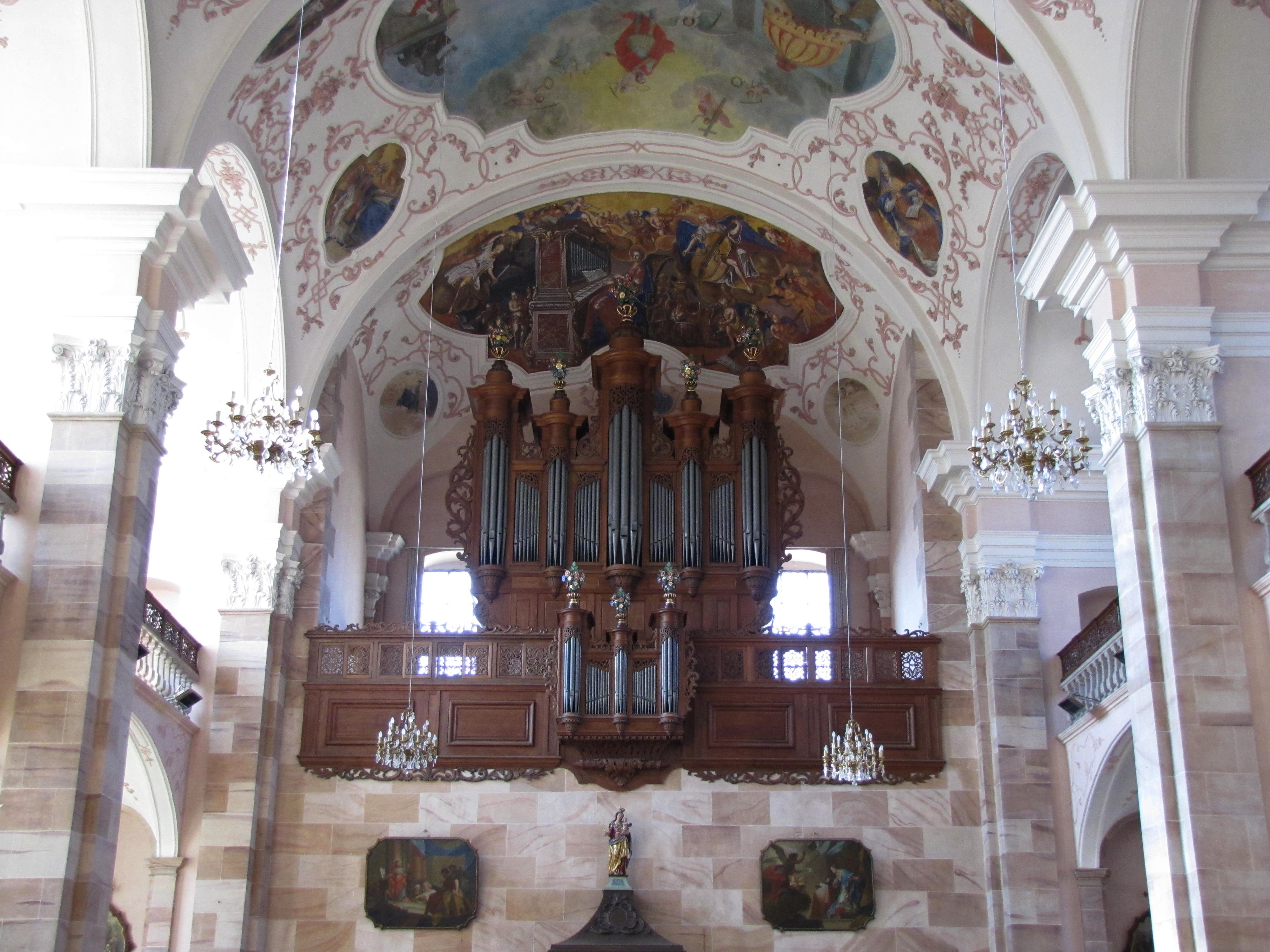
Орган